# Spaltzugfestigkeit
Die Spaltzugfestigkeit {\displaystyle \beta _{SZ}} ist eine experimentell ermittelte Kennzahl, die zur Bewertung der Zugfestigkeit von Beton verwendet wird. 
Sie wird ermittelt, indem ein Betonzylinder quer zu seiner Mittellinie eingespannt und der Druck solange erhöht wird, bis der Zylinder zerbricht. Die Spaltzugfestigkeit ergibt sich daraus folgendermaßen:
{\displaystyle \beta _{SZ}={\frac {2\cdot F}{\pi \cdot d\cdot l}}}
mit
- F = Druckkraft beim Brechen des Zylinders
- {\displaystyle {\frac {\pi \cdot d\cdot l}{2}}} = halbe Mantelfläche des Zylinders
  - d = Durchmesser
  - l = Länge.

Sie wird in verschiedenen DIN-Normen (wie EN 12390-6, 22024, 1048) behandelt.